# Moses Molongo
Moses Esingila Molongo (ur. 14 czerwca 1979 w Limbé) – kameruński piłkarz.
Molongo jest wychowankiem kameruńskiego klubu Victoria United Limbé, gdzie występował w pierwszej lidze w latach 1996–1997. Na początku sezonu 1997/1998 wyjechał do Polski, gdzie został zawodnikiem pierwszoligowego Zagłębia Lubin. Pierwszoligowy debiut zaliczył 9 sierpnia 1997 w meczu wyjazdowym z ŁKS-em Łódź, przegranym 0:1. Pierwszą bramkę zdobył 9 listopada w przegranym 1:2 meczu z Amiką Wronki. Ogółem w pierwszym sezonie za granicą rozegrał 22 mecze i zdobył dwie bramki. W kolejnym sezonie stał się podstawowym graczem klubu z Lubina, rozegrał 27 meczów i strzelił dziewięć goli. Sezon 1999/2000 nie był już jednak tak dobry i Molongo stracił miejsce w jedenastce. Sezon zakończył z 10 meczami i dwiema bramkami na koncie, po czym przeniósł się do drugoligowego wówczas Dolcanu Ząbki.
Tam grał jeden sezon i później kontynuował karierę w lidze ukraińskiej. W pierwszym klubie, Wołyniu Łuck, siedział na ławce rezerwowych jesienią 2002 (jeden mecz w lidze). Więcej grał w kolejnym klubie, Worskle Połtawa, gdzie wiosną 2003 zdobył trzy bramki w 13 meczach. Jesień kolejnego sezonu spędził również w klubie z Połtawy, gdzie rozegrał trzy mecze w Wyszczej Lidze oraz w słowackim Slovanie Bratysława. W stolicy Słowacji rozegrał jedynie dwa mecze w Corgon Lidze. Wiosnę 2004 spędził siedząc na ławce rezerwowych w czeskim pierwszoligowcu Slezský Opava, po czym zdecydował się na transfer do IV-ligowej Regi-Meridy Trzebiatów. Jesienią 2005 był w kadrze Zakarpattii Użhorod, ale nie rozegrał tam żadnego spotkania. Wiosną 2006 grał w Stali Mielec, a jesienią 2007 w walijskim Cwmbran Town.
W 2008 roku wrócił do Regi-Meridy. Od wiosny 2009 roku występował w Sławie Sławno. W 2009 roku miał zostać zawodnikiem Stilonu Gorzów, Kameruńczyk zagrał we wszystkich sparingach, miał przygotowany kontrakt, jednak ostatecznie nie podpisał umowy. W 2009 podpisał kontrakt z Pogonią Barlinek. W sezonie 2012-13 był zawodnikiem Noteci Czarnków.